# Чистов, Деокт Михайлович
Деокт Михайлович Чистов (род. 29 ноября 1927, Рыбинск, Рыбинская губерния) — советский и российский учёный, специалист в области создания систем нейтронного инициирования ядерных зарядов.

## Биография
Родился 29 ноября 1927 года в городе Рыбинске Ярославской губернии.
В 1951 году окончил МГУ.
В 1952—1955 годах работал в РФЯЦ-ВНИИЭФ: лаборант, инженер, старший инженер.
В 1955—1996 годах — во ВНИИ автоматики в должностях от ведущего инженера до заместителя главного конструктора.

## Награды
- Сталинская премия 1954 года — за создание и серийное освоение первой системы внешнего нейтронного инициирования ЯЗ.
- Ленинская премия 1960 года — за участие в разработке унифицированных систем подрыва ЯЗ принципиально нового типа.
- Ордена «Знак Почёта» (1962), Октябрьской Революции (1971), Ленина (1976), медали «За трудовое отличие», «За доблестный труд. В ознаменование 100-летия со дня рождения В. И. Ленина».